# 艾斯美站
艾斯美站（英語：Ellesmere Station）是一座已停用的多倫多地鐵士嘉堡輕鐵車站，坐落加拿大安大略省多倫多士嘉堡堅尼地道和美蘭路（Midland Avenue）之間的一段艾斯美道，於1985年3月22日聯同該線其他車站一起開幕，運作至2023年7月24日該線關閉為止。
六條多倫多公車局（TTC）巴士線（四條日間路線和兩條深宵路線）曾駛經此站附近，卻不在此站旁停靠；乘客需步行往艾斯美道與堅尼地道或美蘭路交界處的巴士站才可轉乘巴士。另外，此站與其下行車站美蘭站的距離不遠。在上述因素影響下，關閉前的艾斯美站曾是整個多倫多地鐵系統中乘客流量最低的車站，2019年平均每日只得1,993人次進出。
隨著士嘉堡輕鐵車隊的壽命接近終結，TTC於2021年提議在2023年停運該線並以巴士服務取代之，直至布魯亞－丹佛線延線開通為止。一列士嘉堡輕鐵列車於2023年7月24日在艾斯美站以南脫軌後，當局決定提早四個月停運該線，艾斯美站亦隨之關閉。TTC計劃將部分原有士嘉堡輕鐵車道轉換為巴士通行道讓替代巴士服務運行，並於原艾斯美站月台以南設站讓巴士停靠:23-24；巴士通行道暫定於2025年投入服務。

## 外部連結
- 维基共享资源上的相關多媒體資源：艾斯美站
- （英文）TTC Ellesmere Station （页面存档备份，存于）－多倫多公車局網站 艾斯美站頁面